# Archicladosoma magnum
Archicladosoma magnum – gatunek dwuparca z rzędu węzławców i rodziny węzławcowatych, jedyny z monotypowego rodzaju Archicladosoma.
Gatunek i rodzaj opisane zostały w 1984 przez C.A.W. Jeekela.
Dwuparzec ten ma przeciętne jak na plemię rozmiary osiągając szerokość od 3,4 do 3,7 mm. Głowę ma kasztanowobrązową z jasnobrązowymi: wierzchem, bokami, okolicą czoła i nadustka. Ciemię samca jest poprzecznie spłaszczone, zaś samicy równomiernie wypukłe. Warga górna jest dość wąsko wykrojona. Czułki są kasztanowobrązowe z żółtymi obrączkami i białawymi wierzchołkami członów szóstego i siódmego. Forma czułków jest słabo bułwakowata, a szósty człon jest odwrotnie stożkowaty. Kasztanowobrązowe z żółtawobrązową, szeroką przepaską środkową collum ma szerokość głowy i prawie trapezowaty obrys w widoku grzbietowym. Tułów buduje 20 dość słabo przewężonych pierścieni o wierzchu kasztanowobrązowym z parą żółtych przepasek, a pozostałej części żółtawobrązowej. Paranota są słabo rozwinięte. Metazonity są bezwłose, o gładkich powierzchniach. Do siódmego pierścienia występują słabe kile boczne (pleuralne), u samicy nieco mocniej zaznaczone niż u samca. Piąty pierścień ma na sternicie wyrostki między przednią parą odnóży. U samca pierwsza para odnóży jest nieco powiększona i ma guzek na spodzie ud. W gonopodach samca wyposażony w wyrostek udowy na przednio-bocznej powierzchni akropodit ustawiony jest pod szeroko rozwartym kątem w stosunku do jajowatego przedudzia, a stopogoleń odznacza się dobrze rozwinięty solenomerytem. Przednio-środkową stroną akropoditu, prostu ku solenomerytowi biegnie kanał nasienny. Pierścień analny ma żółtawy wierzch i ciemnokasztanowe boki. Barwa paraproktów jest kasztanowa zaś hypoproktów żółtawobrązowa.
Wij znany wyłącznie z Australii.